# Bola de pedra tallada

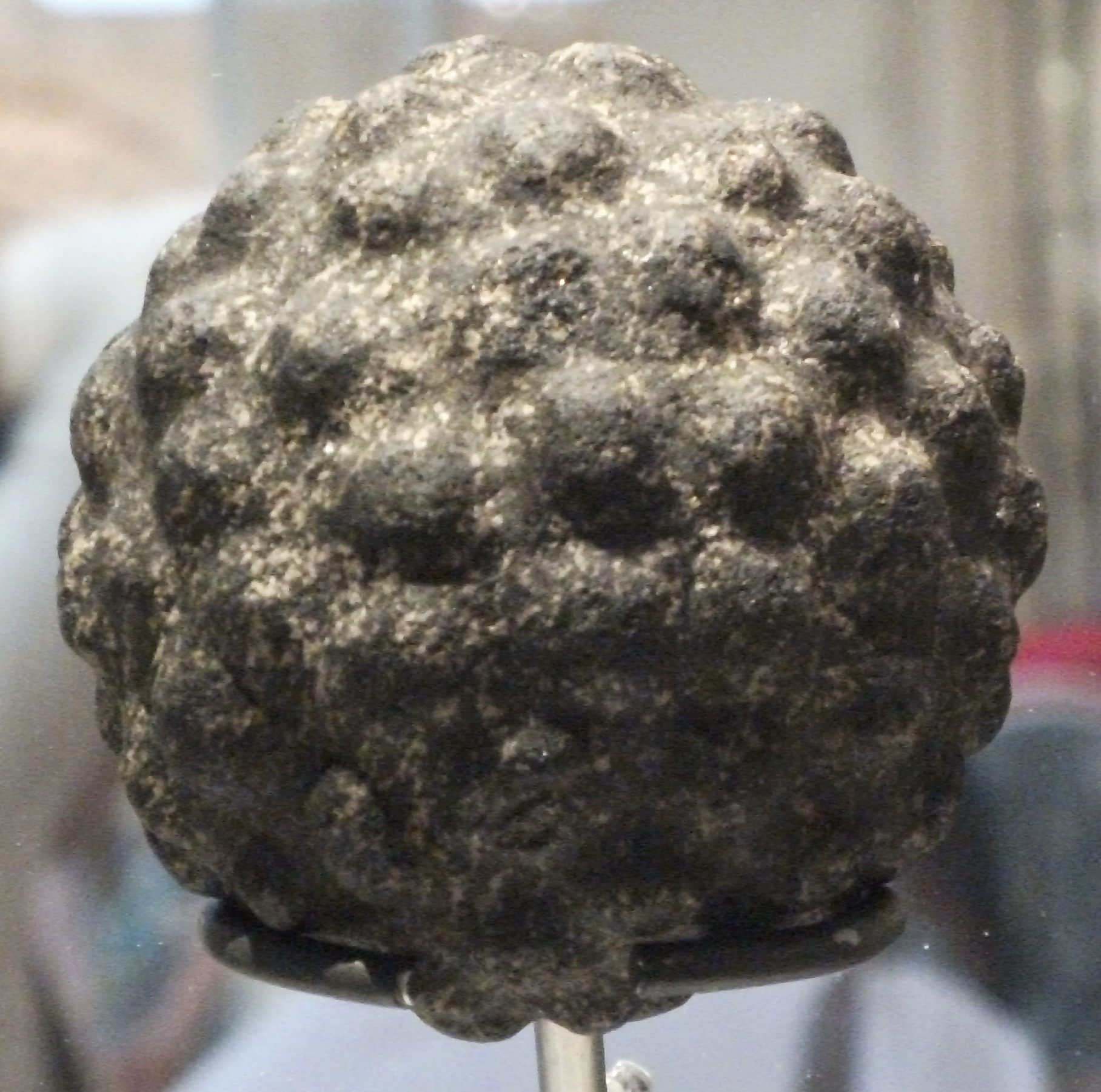
Bola de pedra tallada, datada del Neolític, amb múltiples protuberàncies

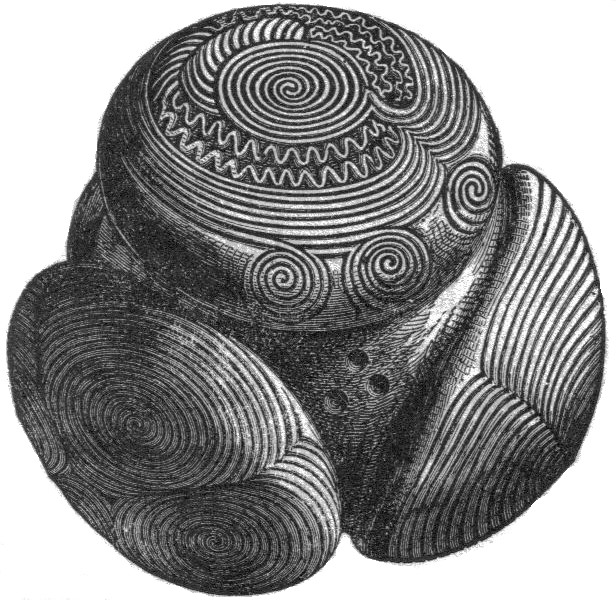
Un exemple de bola de pedra tallada trobada a Towie, Aberdeenshire, datada d'entre 3200 i 2500 aC. La bola està decorada profusament amb ones, cercles, espirals, punts i altres formes

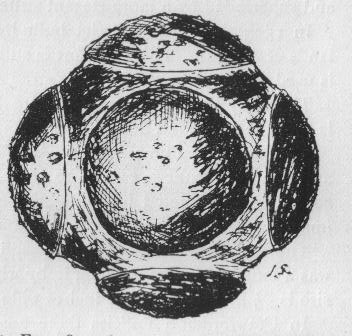
Bola de pedra tallada de gres de gra fi, de 64 mm de diàmetre, amb la superfície ornamentada per sis discos projectats lleugerament, trobada a la granja Jock's Thorn a Kilmaurs, East Ayrshire, Escòcia (NS 417 410)

Una bola de pedra tallada és una petroesfera, usualment esfèrica i a vegades ovoide. Tenen entre 3 i 160 protuberàncies que sobresurten en la superfície. La seva grandària és prou uniforme, al voltant de 7 cm de diàmetre. Daten de finals del Neolític; possiblement arriben fins a l'edat de ferro i es troben principalment a Escòcia, tot i que també a la resta de Gran Bretanya i Irlanda. N'hi ha de les que manquen d'ornamentació (a part de les protuberàncies) a les que tenen patrons de gravat extensos i altament variats. S'ha plantejat una àmplia gamma de teories per explicar-ne l'ús o significat, sense que cap n'hagi obtingut una acceptació àmplia.

## Antiguitat i localització
Les boles de pedra tallada arriben fins a 4.000 anys d'antiguitat, procedents de finals del Neolític i es perllonguen fins a, almenys, l'edat del bronze.
Gairebé totes n'han estat trobades al nord-est d'Escòcia, la majoria a Aberdeenshire, la terra fèrtil que s'estén a l'est dels Grampians. Una distribució semblant a la dels símbols pictes portà al principi a la suposició que les boles tallades de pedra eren artefactes pictes. Les troballes d'Aberdeenshire coincideixen amb inusuals cercles de pedra «reclinats», la qual cosa suggereix un origen neolític. Com són objectes fàcils de transportar, alguns han estat trobats a Iona, Skye, Harris, Uist, Lewis, Arran, Hawick, Wigtownshire i quinze de les Illes Òrcades. Fora d'Escòcia se n'han trobat exemples a Irlanda, Ballymena, i a Anglaterra, a Durham, Cumbria, Lowick i Bridlington. Els diàmetres de les boles més grans (90 mm) corresponen a exemplars d'Aberdeenshire, excepte un, de Newburgh a Fife.
A la fi de 1970 se n'havien registrat un total de 387. D'aquestes, de molt, la major concentració (169) es trobà a Aberdeenshire. L'any 1983 la xifra n'havia augmentat a 411, i en la segona dècada del segle XXI se'n tenien comptabilitzades 425.
L'any 2013, els arqueòlegs van descobrir una bola de pedra tallada al Ness de Brodgar, una troballa de tal objecte in situ «en un context arqueològic modern» [Well, hardly anyone has ever found a carved stone ball in a modern archaeological context], fins ara gairebé totes n'havien estat trobades descontextualitzades, cosa que les feia no datables.

## Context arqueològic
Moltes de les boles gravades no han tingut el context de descobriment i la majoria se n'han trobat a conseqüència de l'activitat agrícola. Cinc se'n desenterraren al poblat de Skara Brae i una altra al castre de Dunadd. La distribució de les boles és semblant a la dels caps de maça, que eren les armes i objectes de prestigi utilitzats en situacions cerimonials. La falta de context pot distorsionar-ne la interpretació. És probable que les troballes a l'atzar hagin estat recollides i incorporades a les col·leccions en ser estèticament atractives. Les boles danyades o llises tenien menys probabilitats de trobar mercat que els exemplars decorats, i algunes d'aquestes últimes podrien ser fraudulentes.

## Característiques físiques

### Materials

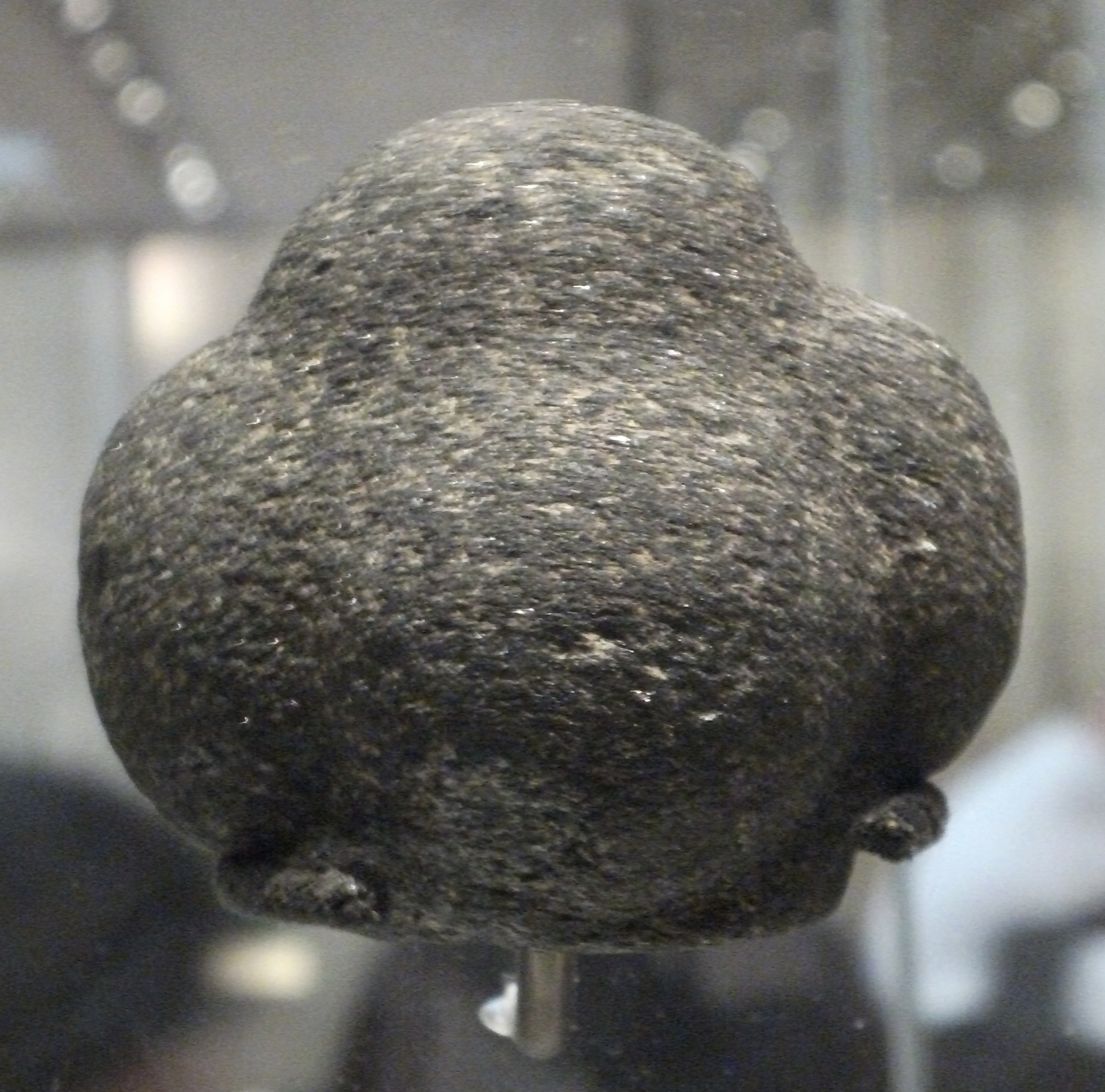
Exemplar sense decoració conservat al Museu Britànic

En moltes ocasions es diu que estan fetes de greenstone, però això és un terme general per a totes les varietats de roques ígnies, verd fosques, incloent-hi diorita, serpentinita i basalts alterats. Quaranta-tres són de gres, incloent-hi Old Red Sandstone, 26 de pedra verda i 12 de quarsita. Nou n'eren de serpentinita i havien estat tallades. Algunes estaven fetes de gabre, un material difícil de tallar. El gres amb formes arrodonides i ovals naturals es troba de vegades. S'observen exemplars fets de gneis hornblenda i granític, ambdues pedres molt difícils de treballar. Les roques granítiques també van ser-hi utilitzades i el famós exemplar de Towie podria ser picrita serpentínica. Les mostres altament ornamentades es feren principalment de gres o serpentina. Part de les boles no han estat encara totalment inspeccionades o sotmeses a proves per determinar-ne la composició.

### Arqueologia experimental
S'ha fet ús de tècniques de fabricació autèntiques (espicassada i molta) per fer-ne rèpliques completes a la Universitat d'Exeter. Es va demostrar que es podia fer ús de la tecnologia prehistòrica sense recórrer a eines de metall.

### Grandària, forma i sortints
De les 387 conegudes boles de pedra tallada, 375 són d'uns 70 mm de diàmetre, però dotze tenen diàmetres de 90 a 114 mm. Solament set en són ovalades. Són, per tant, de la grandària de pilotes de tennis o taronges.
Gairebé la meitat de les boles trobades tenen sis prominències, tres en tenen tres, quaranta-tres en tenen quatre, tres en tenen cinc, divuit en tenen set, nou en tenen vuit, tres en tenen nou, cinquanta-dues en tenen entre deu i cinquanta-cinc, i finalment catorze en tenen entre setanta i cent seixanta prominències.

### Ornamentació

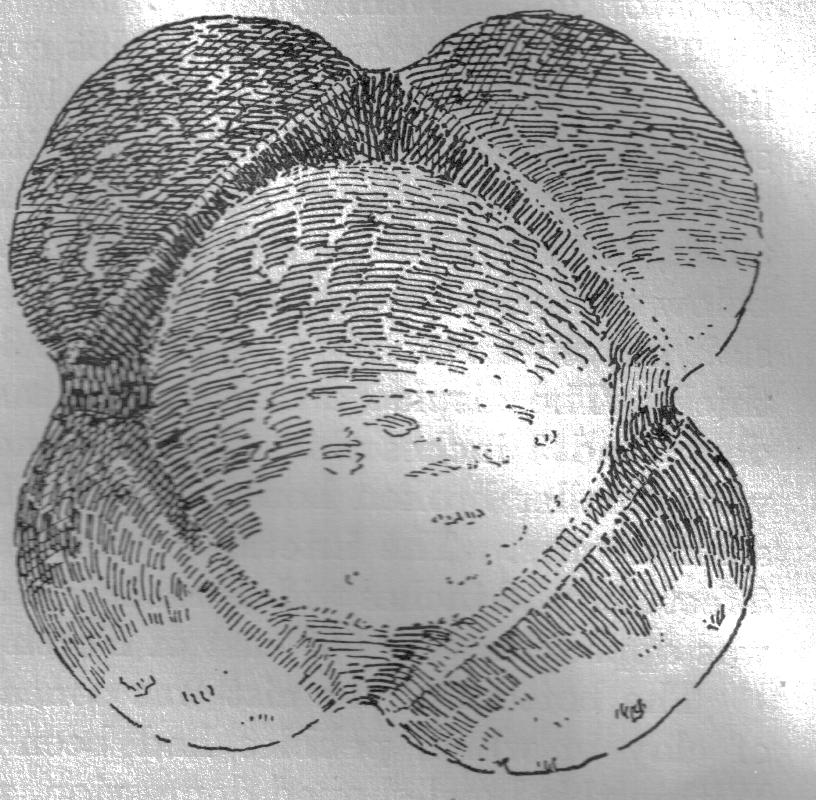
Un exemplar procedent de la granja Golspie Towers, trobat el 1933

La decoració utilitzada es divideix en tres categories: espirals, cercles concèntrics i patrons de línies rectes incises i ombres. Més d'un disseny pot estar utilitzat en la mateixa bola i el nivell d'obra varia des del molt simple fins a l'altament profús, que solament un artesà excepcionalment qualificat podria haver produït. Algunes boles tenen dissenys als espais intermedis entre els botons, que han de ser significatius en el context de l'ús especulat d'aquests artefactes. Vint-i-sis de les boles de sis nusos estan decorades. Els exemplars de les Illes Òrcades són inusuals, ja sigui per estar completament ornamentades o d'una altra manera inusual en l'aparença, com la falta, excepte un exemplar, del tipus sovint trobat de sis protuberàncies. El metall pot haver estat utilitzat per treballar alguns dels dissenys.
La bola de Towie té algunes semblances de disseny amb les talles dels «tambors de Folkton». Aquests es trobaren en un túmul d'Anglaterra i estan fets de creta amb talles elaborades, entre les quals hi ha diferents òculs o ulls. Les línies concèntriques tallades en les boles de pedra semblen òculs estilitzats. Aquesta bola també té en una disposició triangular tres punts en un espai intermedi entre les protuberàncies. Aquesta sembla idèntica a la disposició dels punts que es troben en l'anell de tancament de la cadena d'argent Parkhill, que aparegué prop d'Aberdeen, un artefacte picte. És possible que els punts representin un nom, ja que alguns dels símbols pictes es creu que representen noms de persones.
Les espirals o ornamentació plàstica similar a la ceràmica estriada (Grooved Ware) es troba en els exemplars d'Aberdeenshire, i aquest és un tipus de ceràmica del Neolític tardà que no es coneix al nord-est, però és comú a les Illes Òrcades i Fife. Les talles de Newgrange, a Irlanda, mostren fortes similituds amb les trobades en algunes boles.